# Joseba Eceolaza
Joseba' Eceolaza Latorre es un escritor, activista y político navarro. Nació en Pamplona, el 21 de julio de 1979. Es miembro del partido Batzarre y del sindicato CCOO.
Fue concejal Zizur Mayor durante la legislatura 2003-2007 y parlamentario de Navarra durante la legislatura 2007-2011. Además, ha tenido una destacada participación en la Asociación de Familiares de Fusilados de Navarra - 1936. Es conocido por iniciativas de restauración de la memoria, entre otras cosas, y por ser uno de los impulsores del Parque de la Memoria deSartaguda.

## Actividad política y sindical
Fue diputado al Parlamento de Navarra durante la legislatura 2007-2011, como parte de la coalición Nafarroa Bai; fue el único parlamentario obtenido por el partido Batzarre. Por su labor en las Cortes, la Asociación de la Prensa de Navarra le otorgó el premio de parlamentario revelación.
El 2 de mayo de 2017, fue nombrado responsable de comunicación del sindicato CCOO en Navarra.
La noche del 20 de abril de 2008, sufrió un ataque mientras se encontraba con unos amigos en un bar de Pamplona; le rompieron el labio y le propinaron diversos golpes. Según el comunicado emitido por Batzarre para denunciar los hechos, «los dos atacantes eran de izquierda abertzale».

## Publicaciones
- Eceolaza Latorre, Joseba (D.L. 2009). Apuntes de servilleta. Cénlit. ISBN 978-84-96634-44-2. OCLC 733873048. Consultado el 23 de marzo de 2023.

- Eceolaza Latorre, Joseba (2017). Camino Oscoz y otras historias del 36. ISBN 978-84-16791-33-0. OCLC 1004344317. Consultado el 23 de marzo de 2023. Con prólogo de Manuela Carmena, sobre la vida y muerte de la maestra y activista comunista Camino Oscoz.

- Eceolaza, Joseba (setiembre de 2019). Tras la pista de Federico García Lorca. ISBN 978-84-17940-19-5. OCLC 1159240353. Consultado el 23 de marzo de 2023.. Tema sobre las andanzas teatrales de Federico García Lorca en Pamplona y otros pueblos de Navarra.

- En 2022, presentó el libro ETA: la memoria de los detalles,[9] en la sede del Instituto Gogora, en Bilbao. En la presentación participaron la directora Aintzane Ezenarro y Josu Elespe.[10][11]

Publica artículos de opinión en los diarios El Correo, Diario Vasco, Diario de Noticias y Diario de Navarra.